# Александър Чохаджиев
Александър Стефанов Чохаджиев е български археолог, специализиращ в праисторията на Северна България и проблемите на халколита (ок. 5 хилядолетие пр. н.е.).

## Биография
Роден е в Кюстендил през 1977 година. Той е син на археолога Стефан Чохаджиев и племенник на друг известен български археолог – Михаил Чохаджиев. Завършва Великотърновския университет. Добива популярност с проучванията си на халколитното селище Петко Каравелово при село Петко Каравелово, Великотърновско. Научната му дейност е свързана с Регионалния исторически музей в гр. Велико Търново, България.

## Признание
- През 2017 година Алексъндър Чохаджиев е отличен с грамота и „Златен грифон“ на Министерството на културата за постижения в науката през 2016 год. и проучванията на праисторическата селищна могила при Петко Каравелово, Великотърновско.[4]

## Издания
- Сборник. Известия на регионален исторически музей Велико Търново. Том 32.   Велико Търново, Регионален исторически музей В. Търново, 2017. с. 440.